# Haillot
Haillot is een plaats en deelgemeente van de Belgische gemeente Ohey. Haillot ligt in de Waalse provincie Namen en was tot 1 januari 1977 een zelfstandige gemeente.

## Demografische ontwikkeling
- Bronnen:NIS, Opm:1831 tot en met 1970=volkstellingen, 1976= inwonersaantal op 31 december

Deelgemeenten: Évelette · Haillot · Perwez · Goesnes · Jallet

Overige dorpen en gehuchten: Bois Dame Agis · Eve · Filée · La Bouchaille · Libois · Matagne · Résimont · Tahier

Belgische gemeenten · arrondissement Namen · provincie Namen · Wallonië